# Green Acre Estates
Green Acre Estates est une communauté située dans la province d'Alberta, dans le centre.